# ISO 8676
ISO 8676 er en ISO standard for Sætskrue.
En sætskrue ISO 8676 er en af de mest brugte bolte inden for befæstelse området.
| Gevind         |  | M8x1 | M10x1 | M10x1,25 | M12x1,25 | M12x1,5 | M14x1,5 |
| -------------- |  | ---- | ----- | -------- | -------- | ------- | ------- |
| Gevindstigning |  | 1    | 1     | 1,25     | 1,25     | 1,5     | 1,5     |
| Nøglevidde S:  |  | 13   | 17    | 17       | 19       | 19      | 22      |
| Hovedhøjde K:  |  | 5,3  | 6,4   | 6,4      | 7,5      | 7,5     | 8,8     |

| Gevind         |  | M16x1,5 | M18x1,5 | M20x1,5 | M20x2 | M22x1,5 | M24x1,5 |
| -------------- |  | ------- | ------- | ------- | ----- | ------- | ------- |
| Gevindstigning |  | 1,5     | 1,5     | 1,5     | 2     | 1,5     | 1,5     |
| Nøglevidde S:  |  | 24      | 27      | 30      | 30    | 32      | 36      |
| Hovedhøjde K:  |  | 10      | 11,5    | 12,5    | 12,5  | 14      | 15      |

| Gevind         |  | M24x2 |
| -------------- |  | ----- |
| Gevindstigning |  | 2     |
| Nøglevidde S:  |  | 36    |
| Hovedhøjde K:  |  | 15    |